# Saint-Pierre-la-Roche
Saint-Pierre-la-Roche är en kommun i departementet Ardèche i regionen Auvergne-Rhône-Alpes i sydöstra Frankrike. Kommunen ligger  i kantonen Rochemaure som ligger i arrondissementet Privas. År 2022 hade Saint-Pierre-la-Roche 63 invånare.

## Befolkningsutveckling
Antalet invånare i kommunen Saint-Pierre-la-Roche
Referens: INSEE